# Anacruză

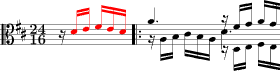
Începutul lui BWV 736, cu anacruza în roșu

În literatură, anacruza reprezintă prima silabă neaccentuată a unui vers. 
În muzică, anacruza este o notă sau un grup de note care formează o măsură incompletă la începutul unei compoziții muzicale sau opere. 